# کیومونته
کیومونته (به ایتالیایی: Chiomonte) یک کومونه در ایتالیا است که در استان تورین واقع شده‌است.

## خصوصیات
کیومونته ۲۶٫۷ کیلومترمربع مساحت و ۹۳۱ نفر جمعیت دارد و ۷۵۰ متر بالاتر از سطح دریا واقع شده‌است.